# Avenida Figueroa Alcorta

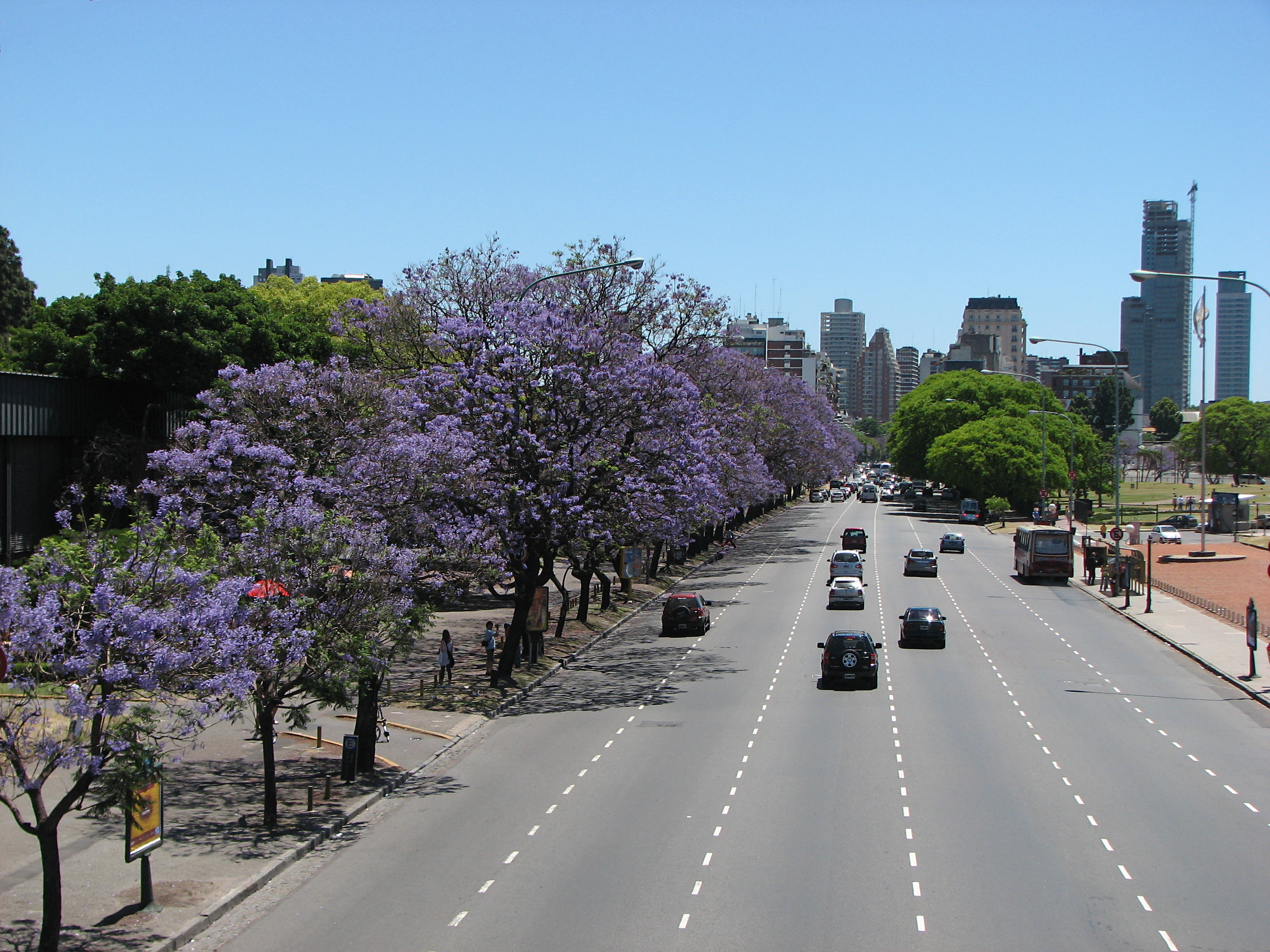
Blick auf die Avenida in der Gegend des Barrio Parque

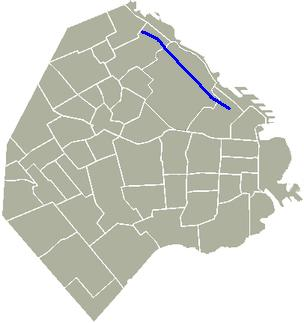
Verlauf der Avenida Figueroa Alcorta

Die Avenida Figueroa Alcorta oder Avenida Presidente Figueroa Alcorta ist eine größere Durchgangsstraße in der argentinischen Hauptstadt Buenos Aires. Sie ist ca. 4,5 km lang und führt durch die Stadtteile Recoleta, Palermo und Belgrano im Norden der Stadt. Sie wurde benannt nach José Figueroa Alcorta (1860–1931), der von 1906 bis 1910 Präsident Argentiniens war.

## Geschichte
Die rasche Ausdehnung der Stadt Richtung Norden gegen Ende des 19. Jahrhunderts geht einher mit der Planung einiger Boulevards in der Gegend durch den damaligen Bürgermeister Torcuato de Alvear. Kurz nach der Eröffnung der Avenida Viceroy Vértiz (die heutige Avenida del Libertador) wurde 1906 mit dem Bau eines parallel führenden Boulevards begonnen. Dies geschah auch im Hinblick auf die Planung gehobener Wohnviertel im damals größtenteils unentwickelten Norden von Buenos Aires.
Mit der Unterstützung des französischen Landschaftsarchitekten und Stadtplaners Carlos Thays und zeitgleich mit der Umgestaltung des Parque Tres de Febrero wurde 1910 am Jahrestag der Mai-Revolution die Avenida Figueroa Alcorta als Avenida Centenario eingeweiht. Thays entwarf auch ein neues Wohnviertel entlang der Avenida, das Barrio Parque, ein Ortsteil von Palermo, das 1912 zur Bebauung freigegeben wurde.
1932 eröffnete Chrysler eine Fabrik an der Avenida Figueroa Alcorta (heute nicht mehr existent). Hierzu gehörte auch eine Versuchsstrecke nördlich von Barrio Parque, die ebenfalls nicht mehr besteht. Heute stehen dort Mehrfamilienhäuser und ein Automuseum.
Am westlichen Ende der Avenida befindet sich heute das Estadio Monumental Antonio Vespucio Liberti, Heimat des Fußballvereins River Plate, das 1938 fertiggestellt wurde. Später kamen noch Tennis- und Country-Clubs, Parkanlagen und eine Reihe wichtiger öffentlicher Gebäude hinzu. In den 1970er Jahren wurde die Avenida allerdings umgestaltet, um den zunehmenden Autoverkehr bewältigen zu können. 
Ausgrabungen 2008 förderten Reste des 1912 abgerissenen Hansen's Café zutage, eine der ersten Tangosäle der Stadt.

## Verlauf
Die Avenida Figueroa Alcorta ist eine Einbahnstraße, die im Osten von Buenos Aires am Palais de Glace, im Stadtteil Recoleta, beginnt. 
Sie führt dann an der juristischen Fakultät der Universität Buenos Aires, einem Monumentalbau im neoklassischen Stil aus den 1950er Jahren, vorbei. Das Gebäude wurde ursprünglich als Hauptquartier der CGT, der größten argentinischen Gewerkschaft, erbaut. Als Nächstes sieht man das Museum der Schönen Künste und im Parque Thays den Platz der Vereinten Nationen mit der Floralis Genérica von Eduardo Catalano. Hinter der Plaza führt die Avenida an den Fernsehstudios von Canal 7 vorbei, einem Gebäude im modernistischen Stil von 1978, das bekannt ist für seinen Dachgarten. Die Studios werden visuell ergänzt durch die Wasserbecken auf der Plaza Rubén Darío und die chilenische Botschaft. Danach folgen das Instituto San Martín und ein Denkmal zum Gedenken an José de San Martín. Das Institut ist in einem Nachbau des Wohnhauses von San Martín in Boulogne-sur-Mer (Frankreich) untergebracht. Auf der anderen Seite der Straße steht das Museum für Lateinamerikanische Kunst, das 2001 eröffnet wurde.
Die Avenida passiert anschließend den Japanischen Garten und führt dann durch weitere Parks und öffentliche Flächen. Im Parque Tres de Febrero kann man von der Avenida den Rosengarten (El Rosedal) und das Planetarium sehen. Es folgen ein Tennisclub, das Velodrom von Buenos Aires und ein See, der für Ruderregatten genutzt wird. Im Stadtteil Belgrano endet die Avenida Figueroa Alcorta an der Avenida Guillermo Udaondo, hinter dem Stadion von River Plate.